# Ural-375
L'Ural-375, da 4 tonnellate di capacità, è un tipico autocarro da trasporto tattico dell'Unione Sovietica.
È stato largamente usato, anche con ruoli operativi di combattimento e in particolare, come vettore per i lanciarazzi multipli BM-21. La sua produzione cominciò nel 1961. La versione costruita in più esemplari è la Ural-375D. Ha una cabina chiusa tutta acciaio e un impianto di preriscaldamento per il motore, cosa che ne permette la partenza a freddo anche nei climi più rigidi. Possiede anche un sistema centrale per il controllo della pressione degli pneumatici, e questo gli consente di trasportare grossi carichi, anche fuoristrada. Tra le varianti realizzate vi sono una versione da camion per le riparazioni, una da autocisterna e una versione tropicalizzata.
Il TMS-65 era la versione progettata come veicolo per la decontaminazione.